# 格拉姆什
格拉姆什是阿尔巴尼亚中部爱尔巴桑州的一个市镇，2015年地方政府改革时成立，由原十个市镇合并而成，原十个市镇则成为新市镇的行政分区。行政中心为格拉姆什镇。市镇面积为739.75平方公里，人口数量为24,231人（2011年）。合并前格拉姆什市镇的人口数量为8,440人（2011年）。